# Lipstatine
La lipstatine est un inhibiteur irréversible puissant de la lipase pancréatique.  C'est un produit naturel isolé pour la première fois à partir de l'actinomycète Streptomyces toxytricini.  L'orlistat, médicament contre l'obésité, est un dérivé saturé de la lipstatine.